# Hôtel Punkaharju
L'hôtel Punkaharju (en finnois : hotelli Punkaharju) anciennement hôtel d'État de Punkaharju (en finnois : Punkaharjun Valtionhotelli est un hôtel situé sur l'esker Punkaharju à Savonlinna en Finlande,.

## Histoire
En 1845, deux maisons de gardes forestiers sont construites dans le parc Kruununpuisto sur l'esker,.
La maison la plus au nord dispose alors de trois chambres pour héberger les voyageurs. 
Le bâtiment nord est agrandi en 1879, cinq chambres sont ajoutées sur deux étages et un balcon à la tour. 
La maison du garde forestier de style suisse a été conçue par Ernst Lohrmann, puis le bâtiment sera agrandi à plusieurs reprises. 
En 1893, dix chambres d'hôtes sont ajoutées. L'aile de la cuisine est achevée en 1899. 
En 1898, la Villa Keisarinna (finnois : Villa de l'impératrice) conçue par l'architecte Sebastian Gripenberg est construite à côté de l'hôtel d'État.
L'hôtel, toujours en activité, est le plus ancien établissement d'hébergement en activité en Finlande. 
L'hotel devient une propriété privée en 2016 et accueille ses clients sous le nom de Hotelli Punkaharju. L'hôtel est géré par Saimi Hoyer.

## Accès
La gare de Lusto (fi) et la halte de Retretti (fi) sont à environ 15 minutes à pied de l'hôtel.
La gare de Punkaharju (fi) est à 7 km.
L'hôtel est desservi par la Valtatie 14.

## Galerie

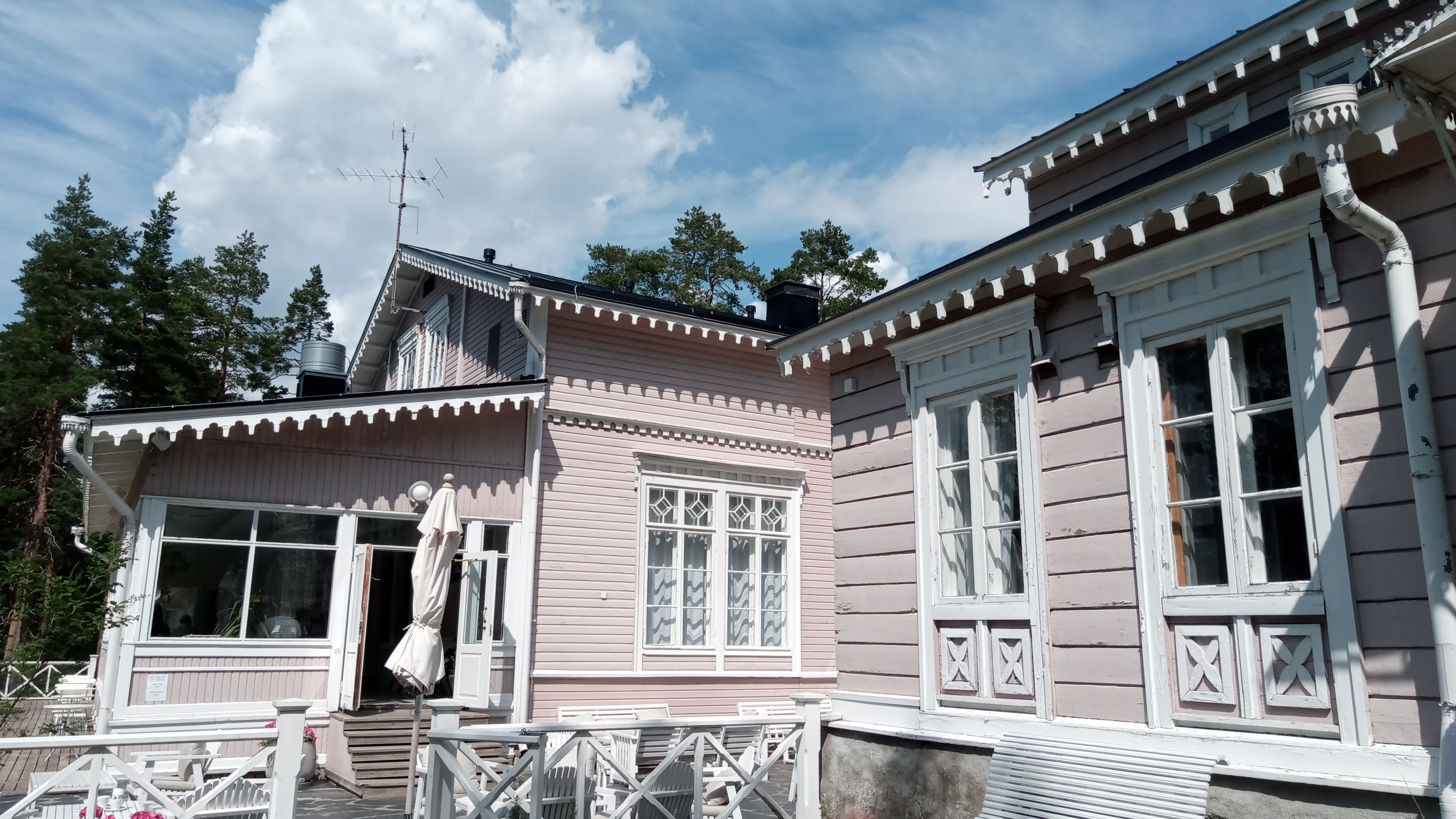
L'hôtel de Punkaharju.
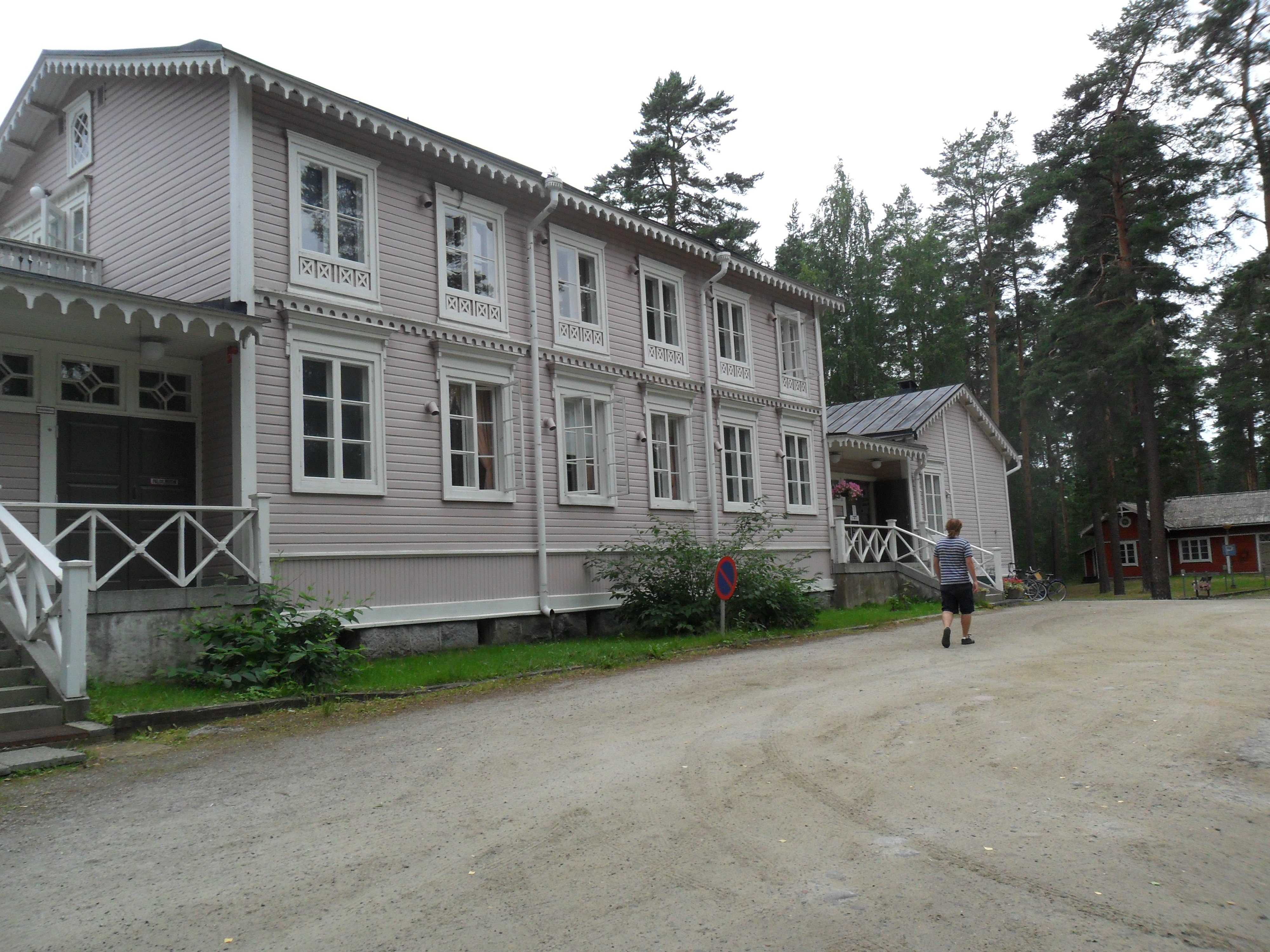
L'hôtel de Punkaharju.
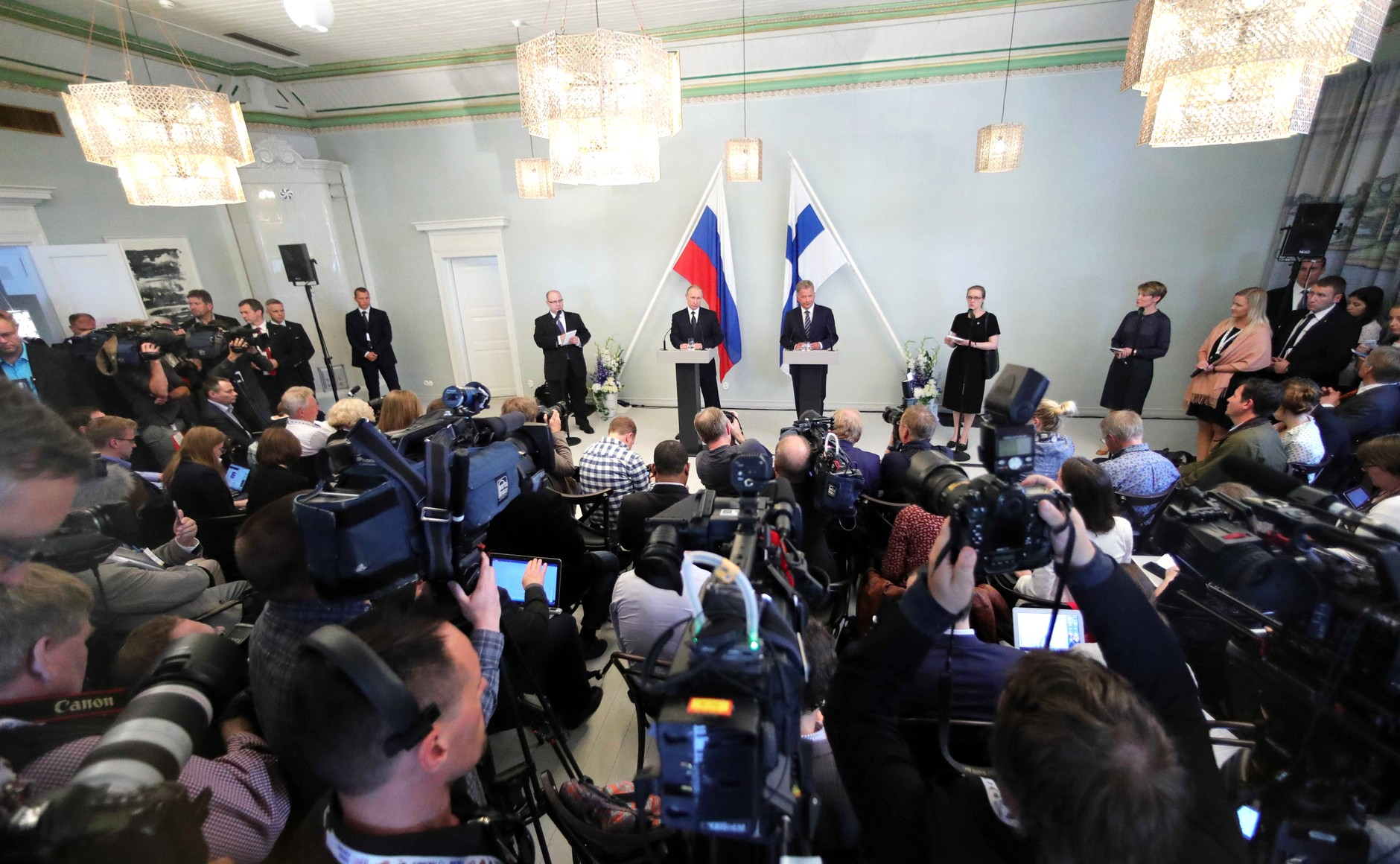
Vladimir Poutine et Sauli Niinistö le 27 juill. 2017.
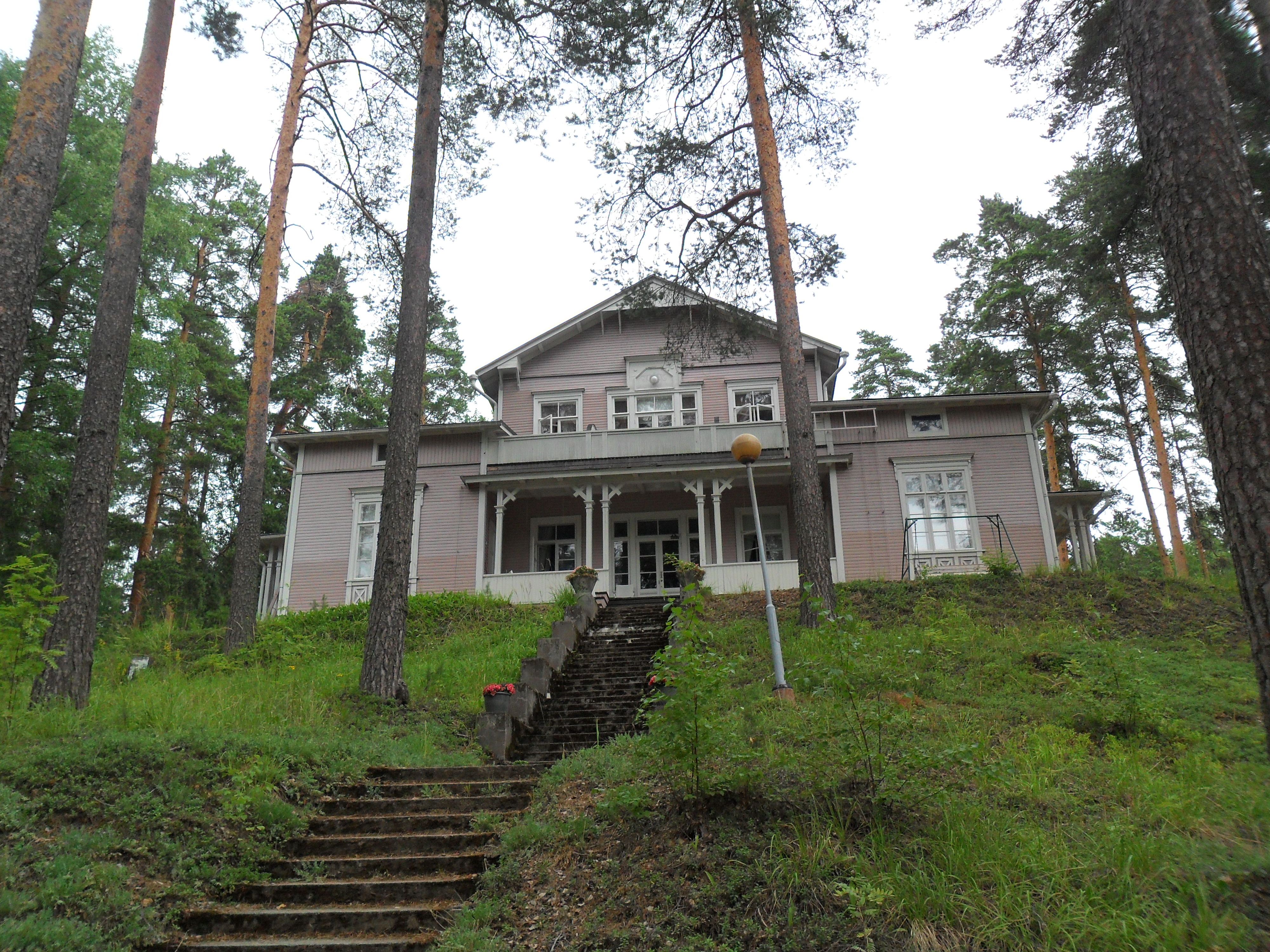
Villa Keisarinna.